# Radzanowo (gemeente)
De gemeente Radzanowo is een landgemeente in het Poolse woiwodschap Mazovië, in powiat Płocki.
De zetel van de gemeente is in Radzanowo.
Op 30 juni 2004 telde de gemeente 7168 inwoners.

## Oppervlakte gegevens
In 2002 bedroeg de totale oppervlakte van gemeente Radzanowo 104,32 km², waarvan:
- agrarisch gebied: 91%
- bossen: 2%

De gemeente beslaat 5,8% van de totale oppervlakte van de powiat.

## Demografie
Stand op 30 juni 2004:
| Omschrijving                   | Totaal | Totaal | Vrouwen | Vrouwen | Mannen | Mannen |
| ------------------------------ | ------ | ------ | ------- | ------- | ------ | ------ |
| eenheid                        | aantal | %      | aantal  | %       | aantal | %      |
| inwoners                       | 7168   | 100    | 3683    | 51,4    | 3485   | 48,6   |
| bevolkingsdichtheid (inw./km²) | 68,7   | 68,7   | 35,3    | 35,3    | 33,4   | 33,4   |

In 2002 bedroeg het gemiddelde inkomen per inwoner 1226,54 zł.

## Aangrenzende gemeenten
Bielsk, Bodzanów, Bulkowo, Płock, Słupno, Stara Biała, Staroźreby